# La Bastide-du-Salat
 La Bastide-du-Salat  là một xã ở tỉnh Ariège, thuộc vùng Occitanie ở phía tây nam nước Pháp.